# K-131

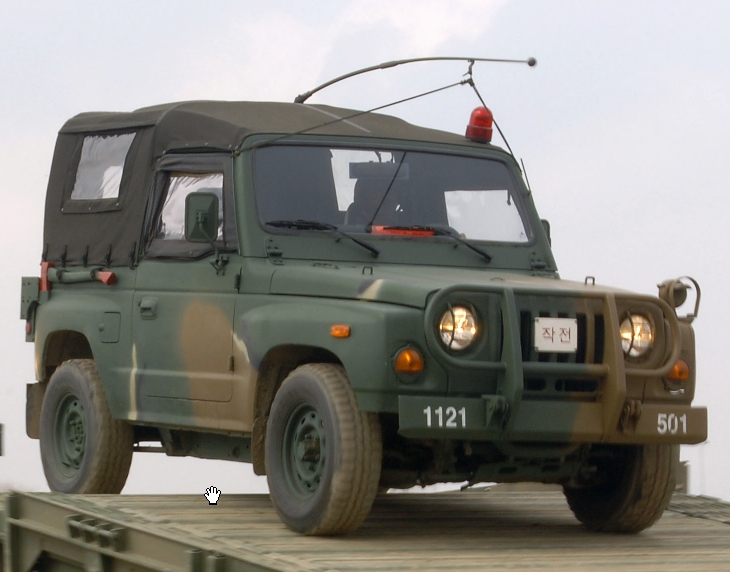
2008년도 독수리 연습에 참가 중인 K-131

K-131 1/4톤 트럭(KM420)은 대한민국 국군이 운용하는 6인승 전술차량이다.
한국전쟁이후 군에서 사용하는 K-111을 교체하고자 만들어 보급되고 있는 차량으로서, 중대장급 이상의 지휘관용 차량 이나 참모용 / 순찰 / 행정용 차량으로 사용되고 있다.
전술타이어를 장착하여 적 소화기 및 파편으로부터 펑크시에도 타이어 교체없이 45km/h 속도로 48km이상 이동 가능하도록 설계되어 있다.

## 제원(K-131 기본형)
- 제작사: 기아자동차 (구.아시아자동차공업)
- 엔진: 1,988cc 4기통 수냉식 가솔린 엔진 (마쓰다 FE-DOHC형)
- 트랜스미션: 수동 전진 5단, 후진 1단
- 트랜스퍼케이스 : 2WD High / 4WD High / 4WD Low
- 전원: 24 V
- 출력: 130 마력
- 최고속도: 144 km/h
- 항속거리: 530 km
- 등판능력: 60%
- 연비 : 7 km/l
- 연료탱크 : 53리터
- 서스펜션 : 더블위시본/4링크 코일스프링
- 전장: 4,006 mm
- 전폭: 1,745 mm
- 전고: 1,890 mm
- 중량: 1,580 kg
- 탑재량: 540 kg
- 승차정원: 6명

- 차량 내 VRC-946K 통신기 탑재 가능

## 변종
- KM421: 화생방 경정찰차
- KM422: TOW 대전차미사일 발사차
- KM423: TOW 대전차미사일 운반차
- KM424: 106mm 무반동총 탑재차
- KM426: K4 고속유탄기관총 탑재차

## 같이 보기
- 기아 레토나 - 본 차량을 기반으로 발매된 민수용 스포츠 유틸리티 자동차